# Xena: Warrior Princess (videojuego)
Xena: Warrior Princess es un videojuego que fue lanzado en PlayStation, desarrollado por Universal Interactive Studios y publicado por Electronic Arts en 1999, sobre la serie de televisión Xena: la princesa guerrera.

## Descripción
Se trata de un juego en tercera persona, basado en las armas, los saltos y las patadas por medio de primitivos entornos en tres dimensiones. Xena puede encontrar nuevos poderes y facultades, además de usar su característico chakram. Cuando lo lanza, se convierte en un arma en primera persona que se dirige hacia sus enemigos.

## Otros juegos del mismo título
- Xena: la princesa guerrera para PlayStation 2, solamente lanzado en Europa.[2]
- Xena: Warrior Princess para Game Boy Color fue desarrollado y lanzado por Titus Software en el año 2001.[3]